# Grammy Hall of Fame Awards
Le Grammy Hall of Fame Award est un Grammy Award spécial, créé en 1973 par la Recording Academy, pour honorer les enregistrements musicaux qui ont au moins 25 ans et qui présentent une « signification historique ou qualitative » (« qualitative or historical significance » en anglais) pour le comité de direction.
On y trouve par exemple les Variations Goldberg enregistrées par Glenn Gould en 1954, Blonde on Blonde de Bob Dylan en 1966, Respect d'Aretha Franklin en 1967 et Hoochie Coochie Man de Muddy Waters en 1954.